# Павлус, Павол
Па́вол Па́влус (словац. Pavol Pavlus; 22 июня 1974) — словацкий футболист, полузащитник.

## Карьера
Павлус родился в Мияве. Выступал в различных клубах чемпионатов Словакии и Чехии. Свою карьеру футболиста он начал в местном футбольном клубе Спартак Трнава, сыграв за клуб 21 матч. Затем провел 24 матча первой чешской футбольной лиги за футбольный клуб Слован Либерец и Виктория Жижков. В 2001 году был приглашён в новороссийский «Черноморец». Провёл десять матчей в Высшем дивизионе российского футбола. Также сыграл 2 матча в кубке УЕФА против испанской «Валенсии». В 2002 году вернулся на родину. С 2003 года играет в Австрии.

## Статистика
| Сезон | Клуб                      | Лига            | Чемпионат | Чемпионат | Кубок | Кубок | Еврокубки | Еврокубки | Итого | Итого |
| Сезон | Клуб                      | Лига            | Игры      | Голы      | Игры  | Голы  | Игры      | Голы      | Игры  | Голы  |
| ----- | ------------------------- | --------------- | --------- | --------- | ----- | ----- | --------- | --------- | ----- | ----- |
| 2001  | Черноморец (Новороссийск) | Высший дивизион | 10        | 0         | 1     | 0     | 2         | 0         | 13    | 0     |